# Spider-Man (serial animowany 1967)
Spider-Man (1967–1970) – kanadyjsko-amerykański serial animowany wyprodukowany przez Grantray-Lawrence Animation, Krantz Films i Marvel Comics Group. Jest to pierwszy serial animowany, powstały na podstawie komiksów Marvela autorstwa Stana Lee i Steve'a Ditko Spider-Man.
Premiera serialu miała miejsce 9 września 1967 roku na amerykańskim kanale ABC. Po raz ostatni serial został wyemitowany 14 czerwca 1970 roku.

## Fabuła
Serial opowiada o losach nastolatka Petera Parkera, który pewnego dnia zostaje ugryziony przez radioaktywnego pająka. Chłopak odkrywa w sobie niezwykłą moc oraz pajęcze zdolności, a także postanawia walczyć z przestępczością jako Spider-Man, jednocześnie borykając się z problemami osobistymi związanymi z byciem nastolatkiem. Wrogami Spider-Mana są Doktor Octopus, Mysterio, Green Goblin i wielu innych.

## Obsada
- Paul Soles –
  - Peter Parker/Spider-Man,
  - Vulture (drugi głos)
- Peg Dixon – Betty Brant
- Bernard Cowan –
  - Narrator,
  - Doktor Matto Magneto
- Paul Kligman – J. Jonah Jameson
- Len Carlson – Green Goblin
- Vernon Chapman – Doktor Octopus (pierwszy głos)
- Gillie Fenwick –
  - Doktor Curt Connors/Jaszczur,
  - Vulture (pierwszy głos)
- Tom Harvey –
  - Electro,
  - Sandman,
  - Kingpin,
  - Doktor Octopus (drugi głos)
- Ed McNamara – Noso
- Carl Banas – Skorpion

i inni

## Spis odcinków
| N/o            | Angielski tytuł                     |
| -------------- | ----------------------------------- |
|                |                                     |
| SERIA PIERWSZA |                                     |
|                |                                     |
| 01             | The Power of Dr. Octopus            |
| 01             | Sub-Zero for Spidey                 |
|                |                                     |
| 02             | Where Crawls the Lizard             |
| 02             | Electro, the Human Lightning Bolt   |
|                |                                     |
| 03             | The Menace of Mysterio              |
|                |                                     |
| 04             | The Sky is Falling                  |
| 04             | Captured by J. Jonah Jameson        |
|                |                                     |
| 05             | Never Step on a Scorpion            |
| 05             | Sands of Crime                      |
|                |                                     |
| 06             | Diet of Destruction                 |
| 06             | The Witching Hour                   |
|                |                                     |
| 07             | Kilowatt Kaper                      |
| 07             | The Peril of Parafino               |
|                |                                     |
| 08             | Horn of the Rhino                   |
|                |                                     |
| 09             | The One-Eyed Idol                   |
| 09             | Fifth Avenue Phantom                |
|                |                                     |
| 10             | The Revenge of Dr. Magneto          |
| 10             | The Sinister Prime Minister         |
|                |                                     |
| 11             | The Night of the Villains           |
| 11             | Here Comes Trubble                  |
|                |                                     |
| 12             | Spider-Man Meets Dr. Noah Boddy     |
| 12             | The Fantastic Fakir                 |
|                |                                     |
| 13             | Return of the Flying Dutchman       |
| 13             | Farewell Performance                |
|                |                                     |
| 14             | The Golden Rhino                    |
| 14             | Blueprint for Crime                 |
|                |                                     |
| 15             | The Spider and the Fly              |
| 15             | The Slippery Dr. Von Schlick        |
|                |                                     |
| 16             | The Vulture's Prey                  |
| 16             | The Dark Terrors                    |
|                |                                     |
| 17             | The Terrible Triumph of Dr. Octopus |
| 17             | Magic Malice                        |
|                |                                     |
| 18             | Fountain of Terror                  |
| 18             | Fiddler on the Loose                |
|                |                                     |
| 19             | To Catch a Spider                   |
| 19             | Double Identity                     |
|                |                                     |
| 20             | Sting of the Scorpion               |
| 20             | Trick or Treachery                  |
|                |                                     |
| SERIA DRUGA    |                                     |
|                |                                     |
| 21             | The Origin of Spider-Man            |
|                |                                     |
| 22             | King Pinned                         |
|                |                                     |
| 23             | Swing City                          |
|                |                                     |
| 24             | Criminals in the Clouds             |
|                |                                     |
| 25             | Menace from the Bottom of the World |
|                |                                     |
| 26             | Diamond Dust                        |
|                |                                     |
| 27             | Spider-Man Battles the Molemen      |
|                |                                     |
| 28             | Phantom from the Depths of Time     |
|                |                                     |
| 29             | The Evil Sorcerer                   |
|                |                                     |
| 30             | Vine                                |
|                |                                     |
| 31             | Pardo Presents                      |
|                |                                     |
| 32             | Cloud City of Gold                  |
|                |                                     |
| 33             | Neptune's Nose Cone                 |
|                |                                     |
| 34             | Home                                |
|                |                                     |
| 35             | Blotto                              |
|                |                                     |
| 36             | Thunder Rumble                      |
|                |                                     |
| 37             | Spider-Man Meets Skyboy             |
|                |                                     |
| 38             | Cold Storage                        |
|                |                                     |
| 39             | To Cage a Spider                    |
|                |                                     |
| SERIA TRZECIA  |                                     |
|                |                                     |
| 40             | The Winged Thing                    |
| 40             | Conner's Reptiles                   |
|                |                                     |
| 41             | Trouble with Snow                   |
| 41             | Spider-Man vs. Desperado            |
|                |                                     |
| 42             | Sky Harbor                          |
| 42             | The Big Brainwasher                 |
|                |                                     |
| 43             | The Vanishing Dr. Vespasian         |
| 43             | Scourge of the Scarf                |
|                |                                     |
| 44             | Super Swami                         |
| 44             | The Birth of Micro-Man              |
|                |                                     |
| 45             | Knight Must Fall                    |
| 45             | The Devious Dr. Dumpty              |
|                |                                     |
| 46             | Up from Nowhere                     |
|                |                                     |
| 47             | Rollarama                           |
|                |                                     |
| 48             | Rhino                               |
| 48             | The Madness of Mysterio             |
|                |                                     |
| 49             | Revolt in the Fifth Dimension       |
|                |                                     |
| 50             | Specialists and Slaves              |
|                |                                     |
| 51             | Down to Earth                       |
|                |                                     |
| 52             | Trip to Tomorrow                    |
|                |                                     |